# Svågertorps station
Svågertorps station, även kallad Malmö Syd Svågertorp, är en järnvägsstation i södra delen av Malmö, vid Svågertorps handelsområde.  
Stationen öppnades år 2000 i samband med Öresundsbrons färdigställande och var ett av stoppen mellan Malmö och Köpenhamn fram till invigningen av Citytunneln 2010.
Numera trafikeras stationen av Pågatågen mellan Malmö och Trelleborg, samt av Pågatågen på Malmöringen (en lokal tåglinje runt Malmö stad). Övriga trafikslag är stadsbuss, linje 7, 10 samt 31.

## Historik

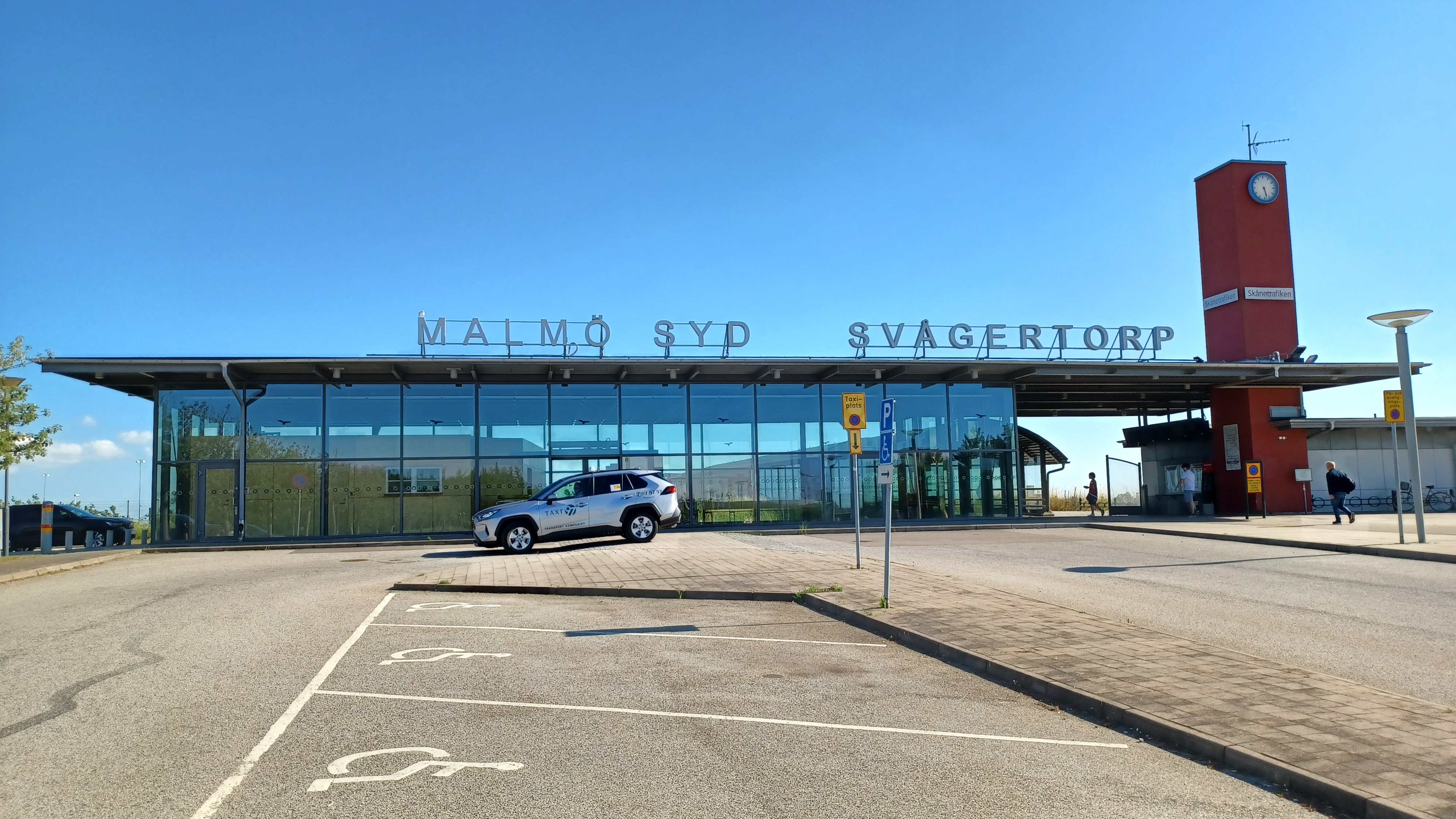
Svågertorps station i juni 2022.

Stationen trafikerades fram till 12 december 2010 av huvudsakligen Öresundståg mellan Sverige och Danmark. I samband med ombyggnaden av Malmö centralstation, inför färdigställandet av Citytunneln, trafikerades stationen av Veolia Transports tåg till/från Stockholm, samt vissa av SJ lokdragna Intercity-tåg och jämtlandståg.
Järnvägsstationen var tänkt som en tillfällig station till dess att Citytunneln invigdes och när Citytunneln togs i bruk 12 december 2010 stängdes stationen tillfälligt.
Den 15 augusti 2011, i samband med att pågatågen Malmö-Ystad-Simrishamn började gå via Citytunneln,  återinvigdes stationen och trafikerades fram till 2015 endast av Pågatågen. 
Från 2015 stannade endast Pågatågen mellan Malmö och Trelleborg (detta efter att trafiken till Trelleborg startats i december 2015).

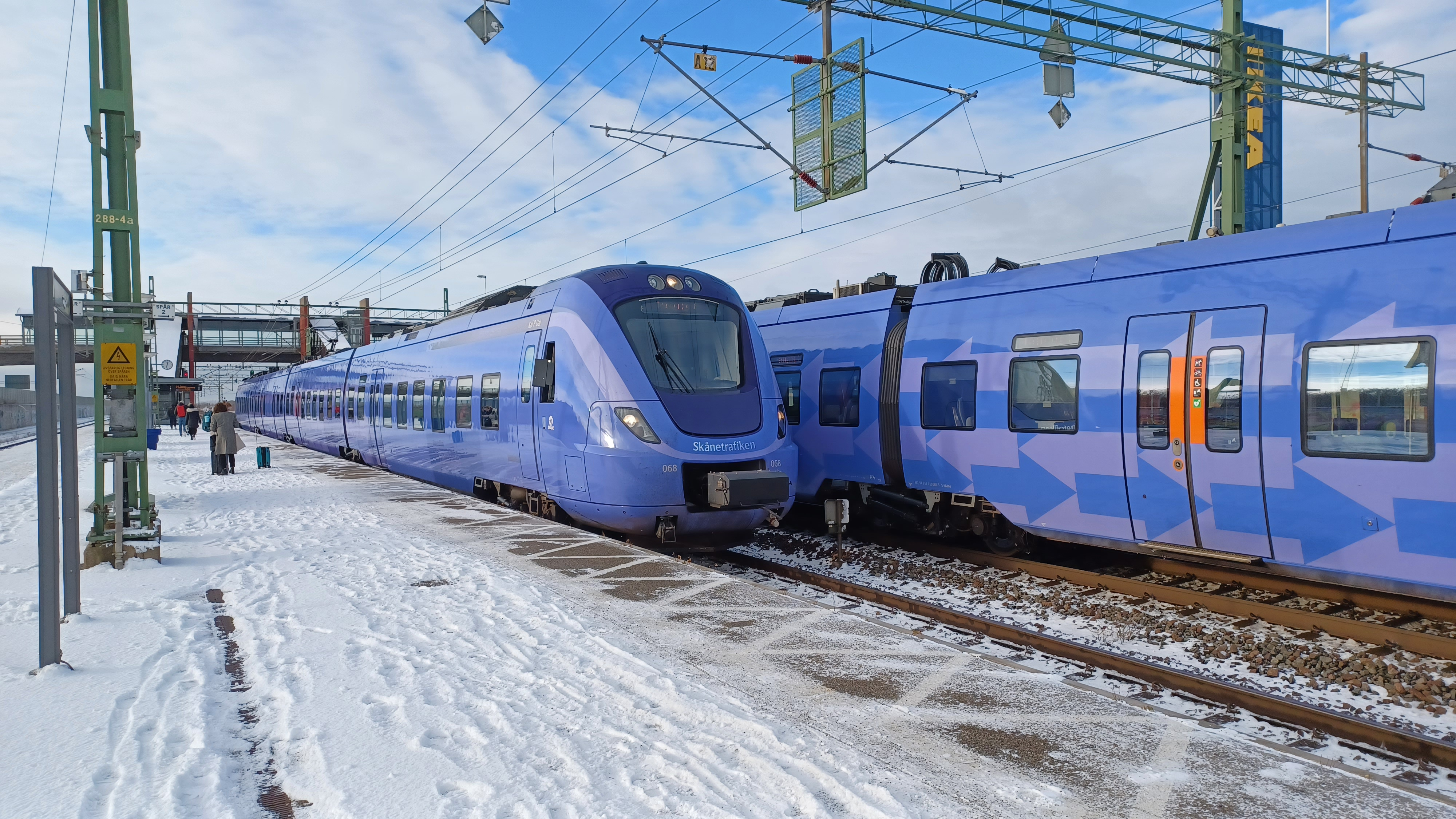
Svågertorps station med Pågatåg vintern 2023.

När Malmöringen, en pågatågslinje som går runt Malmö med sträckningen Malmö central–Östervärn–Rosengård–Persborg(–Fosieby)–Svågertorp–Hyllie–Triangeln–Malmö central, startade den 9 december 2018, så började även dessa tåg göra uppehåll på Svågertorps station.
Järnvägen har högertrafik liksom andra dubbelspår i och söder om Arlöv och i Danmark, till skillnad från resten av Sverige som har vänstertrafik på järnväg. Svågertorps funktion som mellanliggande station för Öresundstågen på sträckan Malmö C−Kastrup−Köpenhamn har övertagits av Hyllie station och Triangelns station.